# Rumea gaschei
Rumea gaschei är en insektsart som beskrevs av Desutter-grandcolas 1988. Rumea gaschei ingår i släktet Rumea och familjen syrsor. Inga underarter finns listade i Catalogue of Life.